# Castelo Redhouse

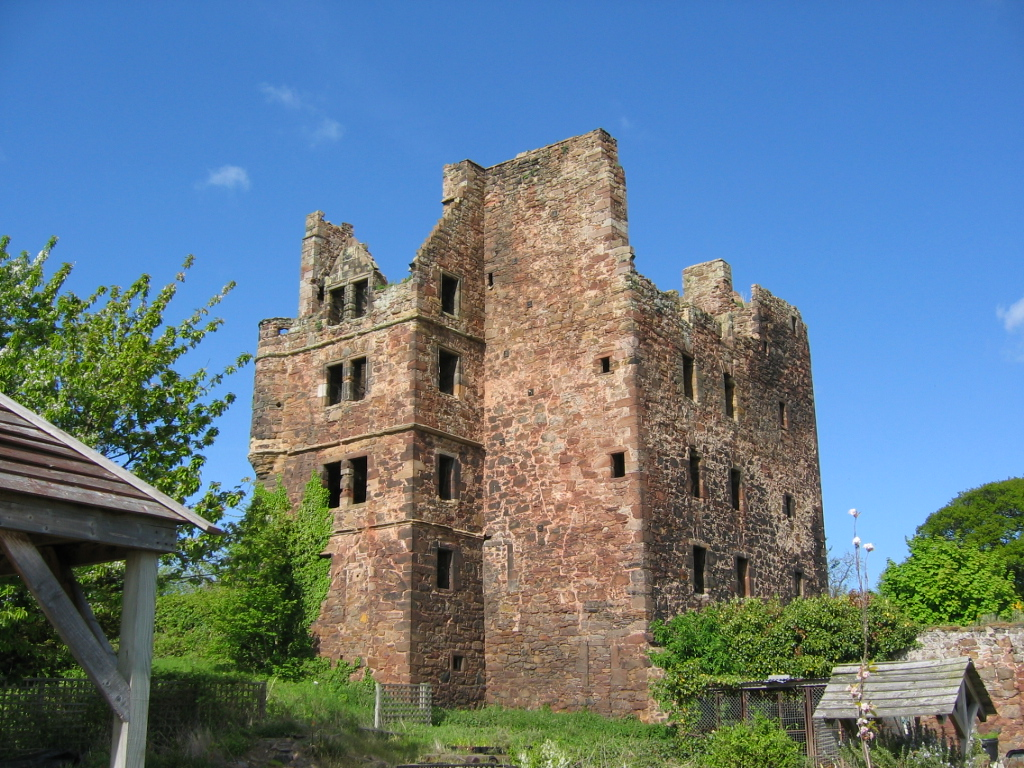
Castelo Redhouse, Escócia.

O Castelo Redhouse (em inglês:  Redhouse Castle) é um castelo atualmente em ruínas localizado em Aberlady, East Lothian, Escócia.
Encontra-se classificado na categoria "A" do "listed building" desde 5 de fevereiro de 1971.

## Galeria

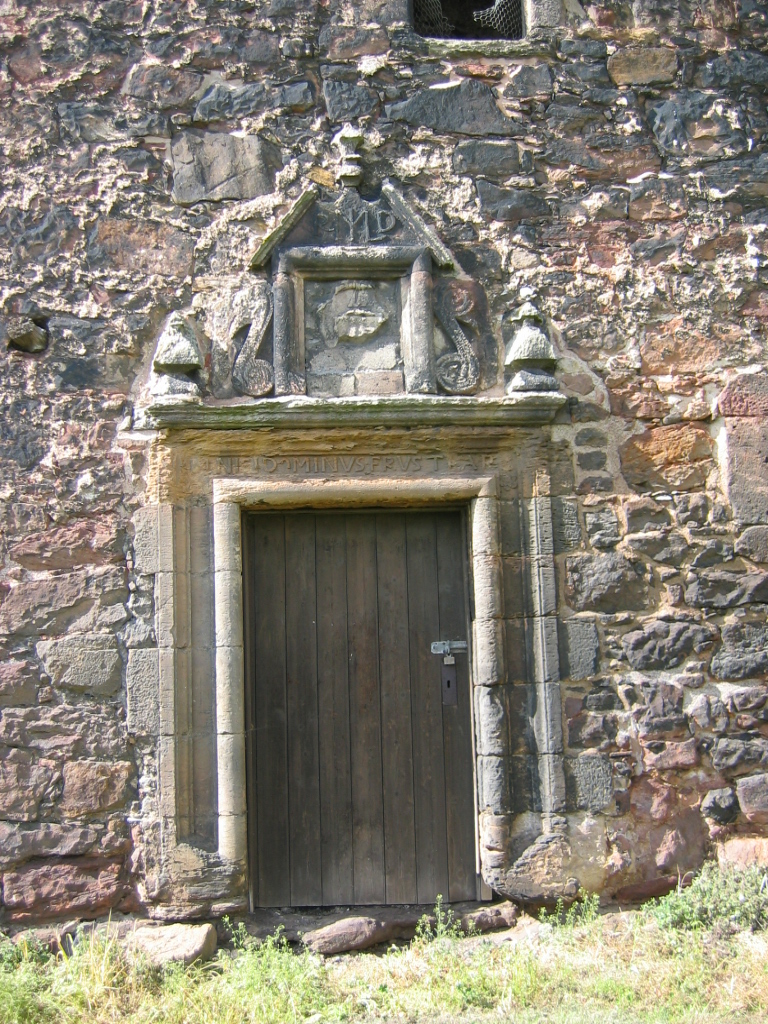
Porta principal
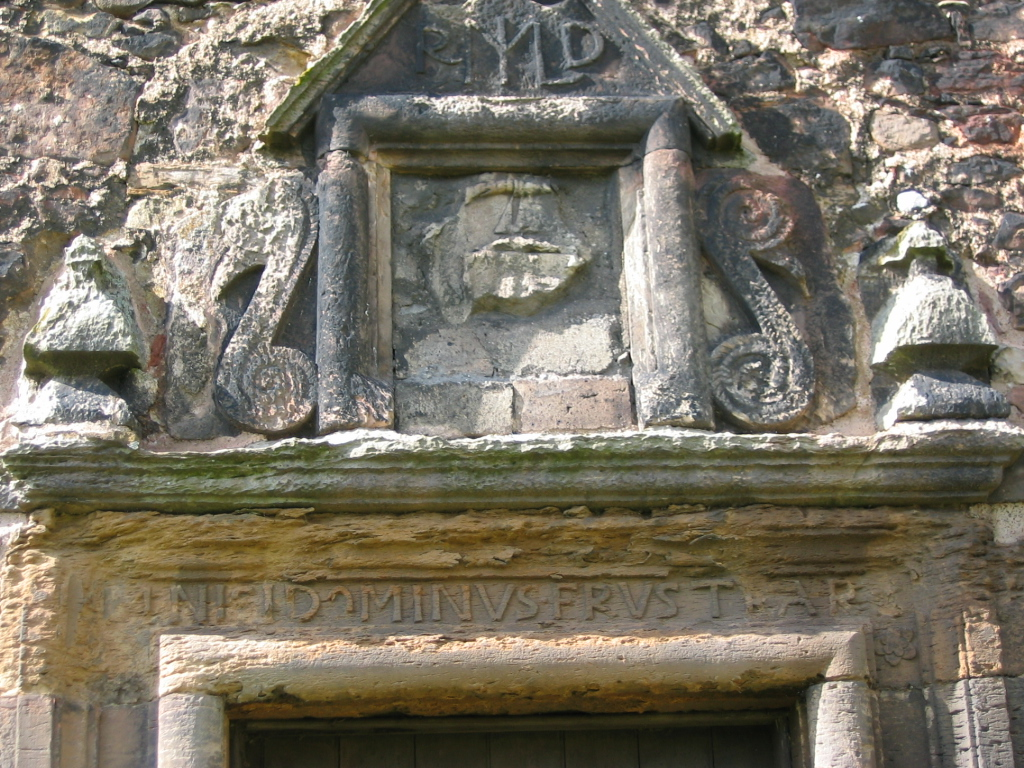
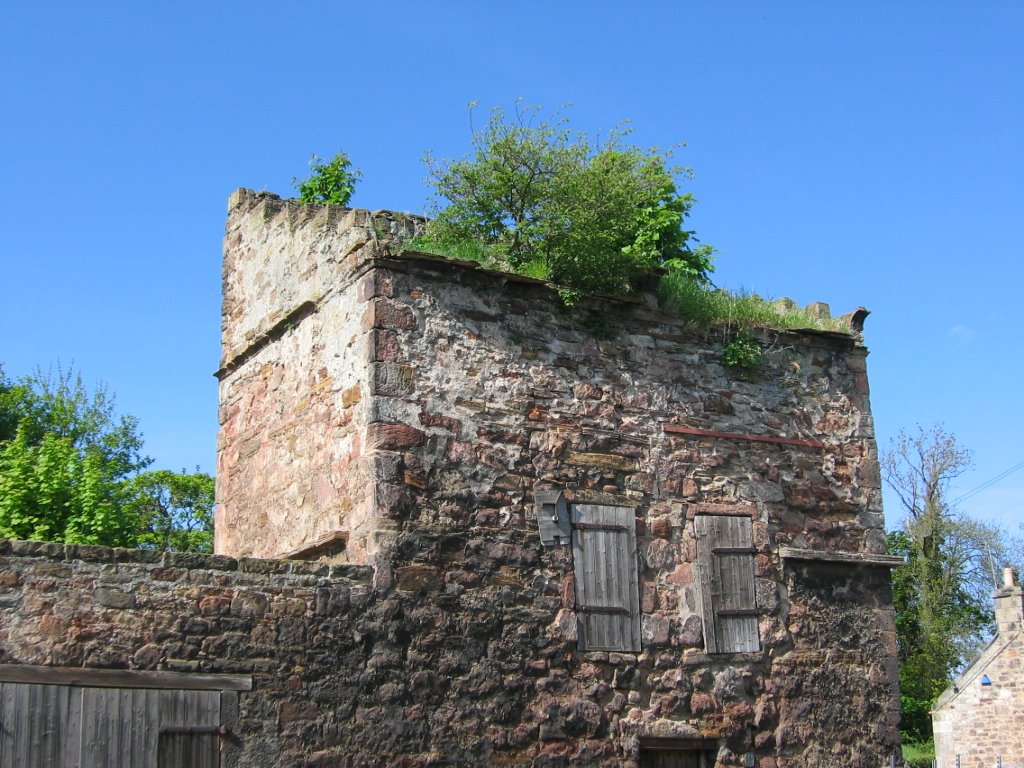
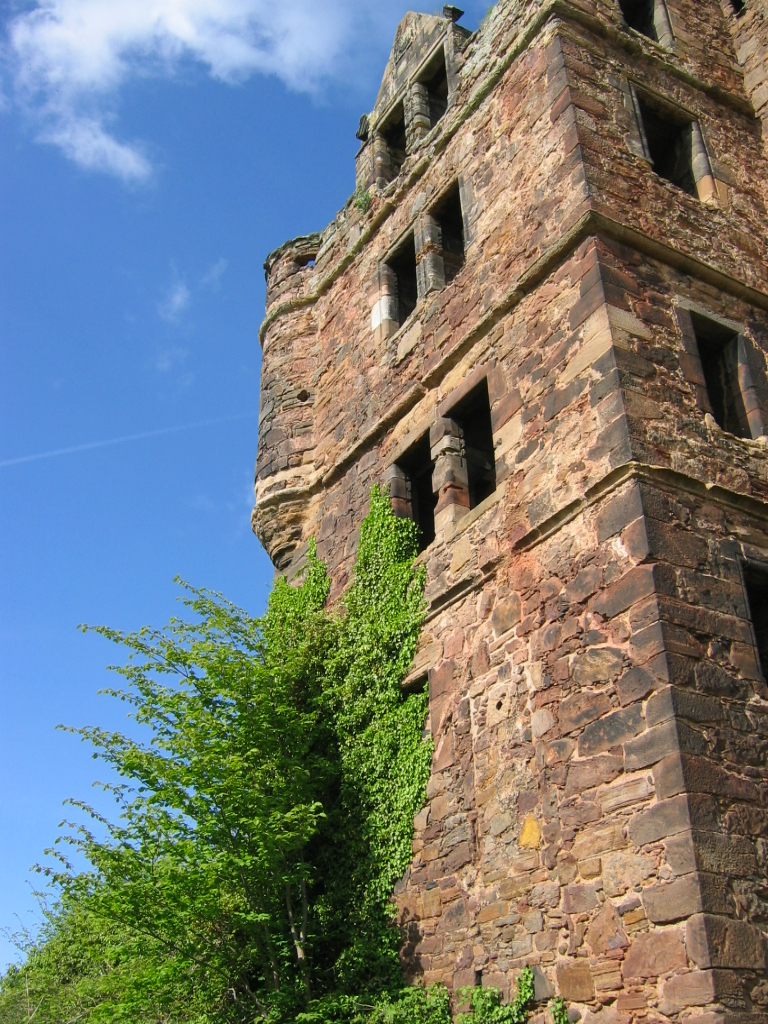
Lado oeste
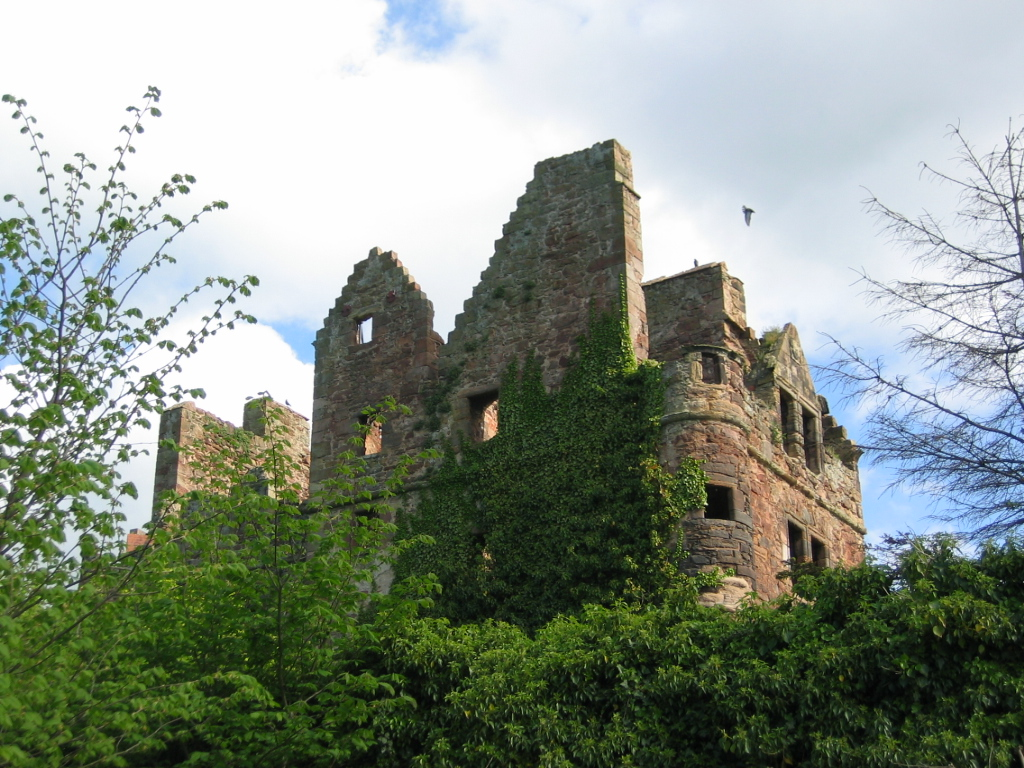
Lado norte
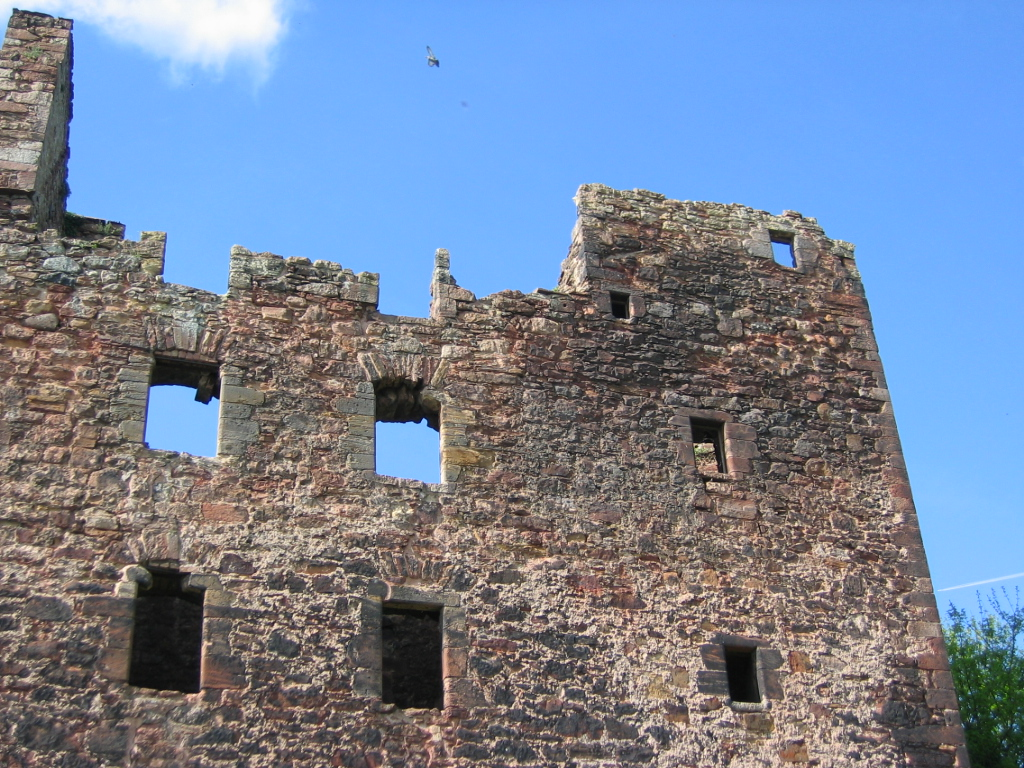
Lado sul
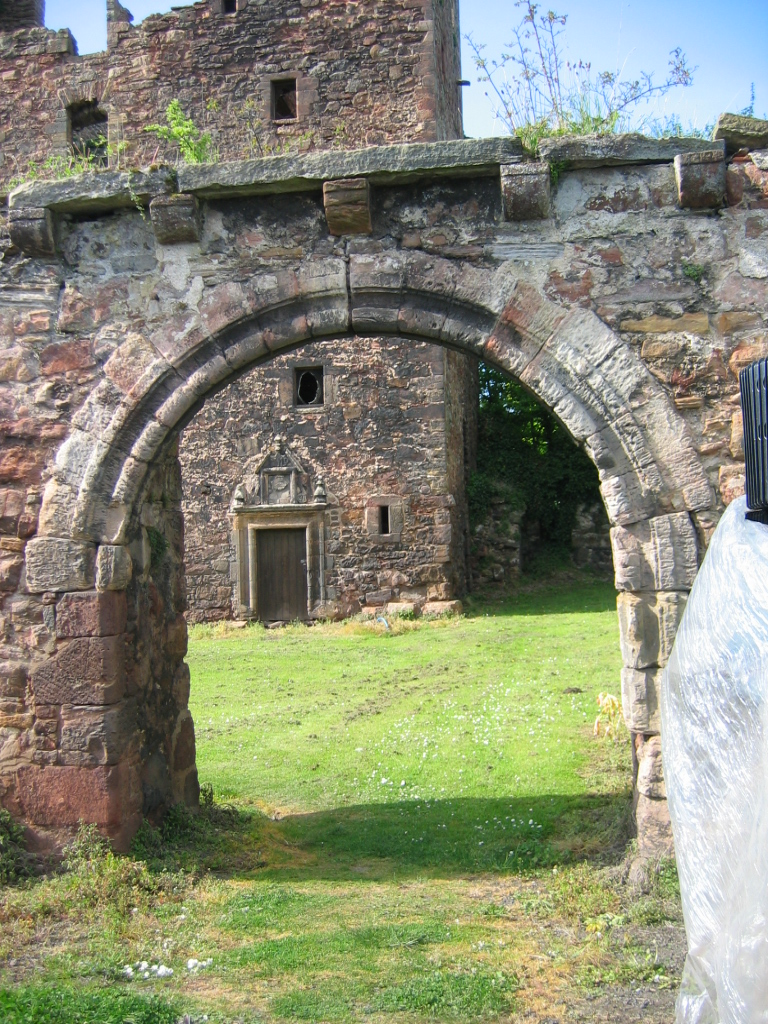